# Bodas de sangre (película de 1938)
Bodas de sangre es una película argentina en blanco y negro dirigida por Edmundo Guibourg según su propio guion escrito sobre la obra homónima de Federico García Lorca que se estrenó el 16 de noviembre de 1938 y que tuvo como protagonistas a Margarita Xirgu, Pedro López Lagar, Amelia de la Torre y Helena Cortesina.
Posteriormente hubo otras versiones cinematográficas basadas en la obra teatral: Bodas de sangre (1977), película marroquí dirigida por Ben-Barka y Bodas de sangre (1981), película musical de Carlos Saura.

## Reparto
Intervinieron en la película los siguientes intérpretes:
- Margarita Xirgu
- Pedro López Lagar
- Amelia de la Torre
- Helena Cortesina
- Amalia Sánchez Ariño
- Enrique Diosdado
- Alberto Contreras
- José Navarro
- Eloísa Vigo
- Antonia Calderón
- Eloísa Cañizares
- Cándida Losada
- Juana Quesada
- Luisa Sala

## Comentario
El crítico Calki opinó en El Mundo:

«Hombre de teatro, Guibourg entra en el cine con un concepto puro de la imagen. No ha querido verter exactamente la pieza teatral en la pantalla. La suya es una interpretación cinematográfica más que de Bodas de sangre del total espíritu poético de García Lorca. ...Un poeta que fue amigo de García Lorca decía que si Federico viera esta película, quedaría conforme y alegre con ella.»